# Carsan
Carsan település Franciaországban, Gard megyében. Lakosainak száma 790 fő (2022. január 1.). Carsan Pont-Saint-Esprit, Saint-Alexandre, Saint-Gervais, Saint-Michel-d’Euzet és Saint-Paulet-de-Caisson községekkel határos.

## Népesség
A település népességének változása:
| Lakosok száma | 202  | 389  | 509  | 621  | 657  | 646  | 685  | 750  | 770  | 790  |
|               | 1968 | 1982 | 1990 | 2006 | 2013 | 2015 | 2017 | 2019 | 2020 | 2022 |